# Стара Ропа
Стара Ропа́ — село в Україні, у Самбірському районі Львівської області. Населення становить 857 осіб. Орган місцевого самоврядування — Старосамбірська міська рада.
У селі є церква Святого Іллі (1810).